# Escuela gallego-castellana
La escuela gallego-castellana es el nombre que agrupa una serie de poetas, de finales del siglo XIV y comienzos del XV, que continúan la línea de la lírica galaicoportuguesa medieval, mas con una menor calidad tanto literaria cómo lingüística (pues ya aparecen castellanismos evidentes).
Entre los autores de esta escuela están Macías o Namorado, Gonzalo Rodríguez (arcediano de Toro), Alfonso Álvarez de Villasandino, Pero Ferrús, Garci Fernández de Gerena, Pero Gonçalez de Mendoza, Joan Pimentel, Joan de Mirlo, Pedro da Cunha.
Suelen darse cómo límites cronológicos de esta escuela a fecha del testamento de Don Pedro, conde de Barcelos (1350), que hace referencia al Livro de las Cantigas, y la muerte de Juan II de Castilla, en 1454, promotor del Cancionero de Baena.

## Cantigas

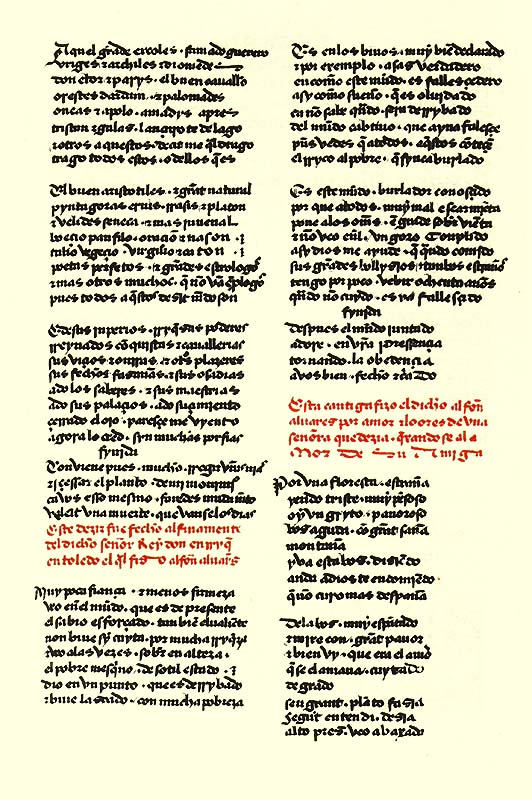
Poemas de Alfonso Álvarez.

Las casi 80 composiciones de esta escuela están recogidas principalmente en el Cancionero de Baena, aunque también aparecen en otros cancioneros castellanos de la misma época, como el Cancionero de San Román, el Cancionero de Palacio, el Cancionero General de Hernando del Castillo, el Cancionero de Herberay de Essarts o el Cancionero de Stúñiga.
En esta época hay una nueva concepción de la poesía, que está destinada a ser recitada y no cantada. Se conservan algunas características métricas de la lírica trovadoresca como el doble, el mordoble, el leixaprén, las cobras capcaudadas y capdenals o la rima macho y hembra. Pero aparecen además nuevas modas poéticas y se desarrolla un mayor virtuosismo técnico basado en el empleo de la annominatio, del paralelismo y del juego de antítesis. Las obras presentan influencia catalán, entonces conocido como provenzal. Suelen usar métrica de arte menor (versos octosílabos), si bien aparecen ya algunas cantigas de arte mayor, como en las cantigas del Arcediago de Toro. Las estrofas más comunes son la redondilla y la quintilla, junto con el pareado y el terceto.
En este contexto hay una menor existencia de mecenas respeto a la etapa anterior, además de diferentes gustos estéticos de la nueva burguesía.
La lengua usada es el gallego o el castellano con numerosos galleguismos. Hay usos de formas gallegas y castellanas, incluso en posición de rima, así como arcaísmos galaicoportugueses e hipergalleguismos (término incorrectos del creados por el uso erróneo de la analogía con el castellano). Esta mezcla se debe al origen castellana de sus autores y a la tendencia a castellanizar de los copistas de los cancioneros. En la etapa inicial hay una mayor corrección gallega y abundancia de reminiscencias galaicoportuguesas, si bien en la etapa final de la escuela hay una mayor castellanización por mor de la mayor presencia de géneros didácticos que exigen nuevas formas lingüísticas.
La temática de las composiciones es de carácter continuista, siguiendo con los tópicos del amor cortés de la canción provenzal y de la cantiga de amor gaaicoportuguesa. Así, se prosigue la relación de vasallaje entre el poeta y el "señor", la dama sigue siendo concebida como la cumbre de la perfección, y se valora la fidelidad y constancia del amante. Por otra parte, continúa la temática satírica y religiosa, más reducida a la crítica política y a temas morales y filosóficos, respectivamente.
Aparece una poesía de circunstancias ambientada en la vida de la corte, destinada a loar la nobleza y los mecenas, exaltando valores cortesanos y morales, o solicitando ayuda para resolver la situación económica de los autores. También hay composiciones de carácter didáctico y moralizante, denunciando la corrupción social y la pérdida de valores morales.